# Cateto
En geometría, es cualquiera de los dos lados menores de un triángulo rectángulo, los que conforman el ángulo recto. Su nombre proviene del latín cathetus, préstamo del griego κάθετος, káthetos ('vertical, perpendicular').
El lado de mayor medida se denomina hipotenusa, el que es opuesto al ángulo recto. La denominación de catetos e hipotenusa se aplica a los lados de los triángulos rectángulos exclusivamente en ellos.
El triángulo rectángulo posee 2 catetos (cateto adyacente y cateto opuesto). Estos catetos se definen de acuerdo al ángulo agudo de referencia α.

#### Cateto Adyacente.

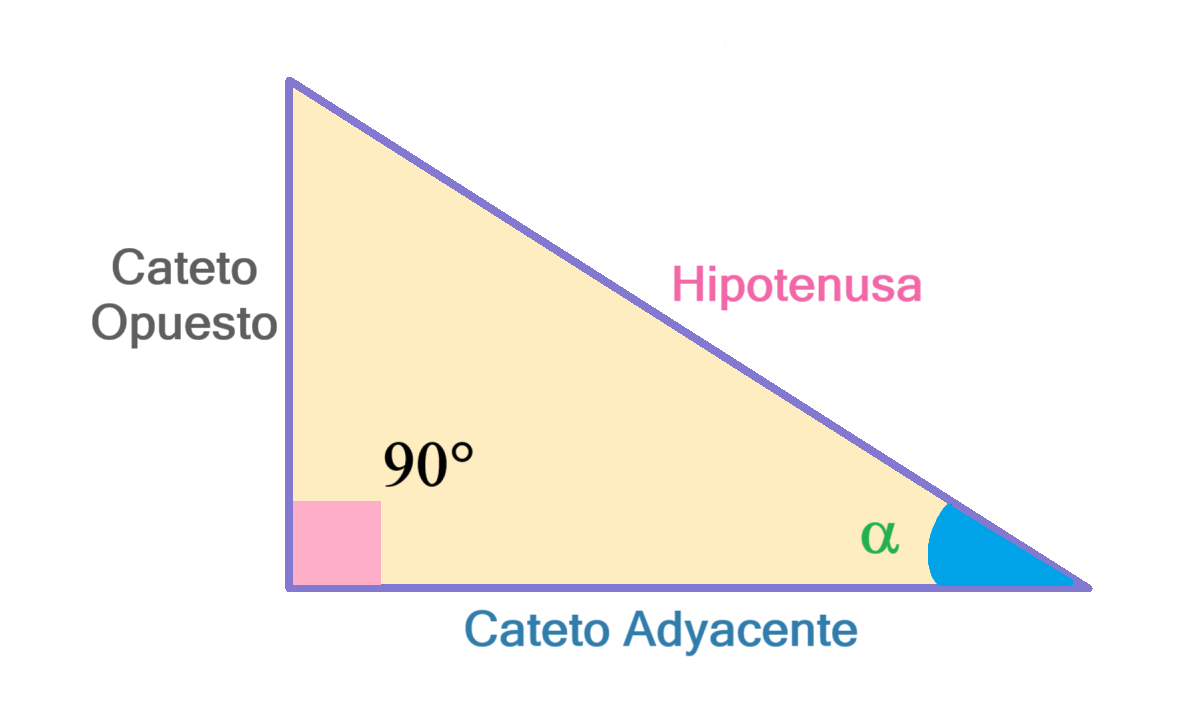
Triángulo rectángulo A, con catetos e hipotenusa tomando como referencia el ángulo a.

Lado que forma el ángulo recto y esta cercano al ángulo α.

#### Cateto Opuesto.
Lado que forma el ángulo recto y opuesto al ángulo α.

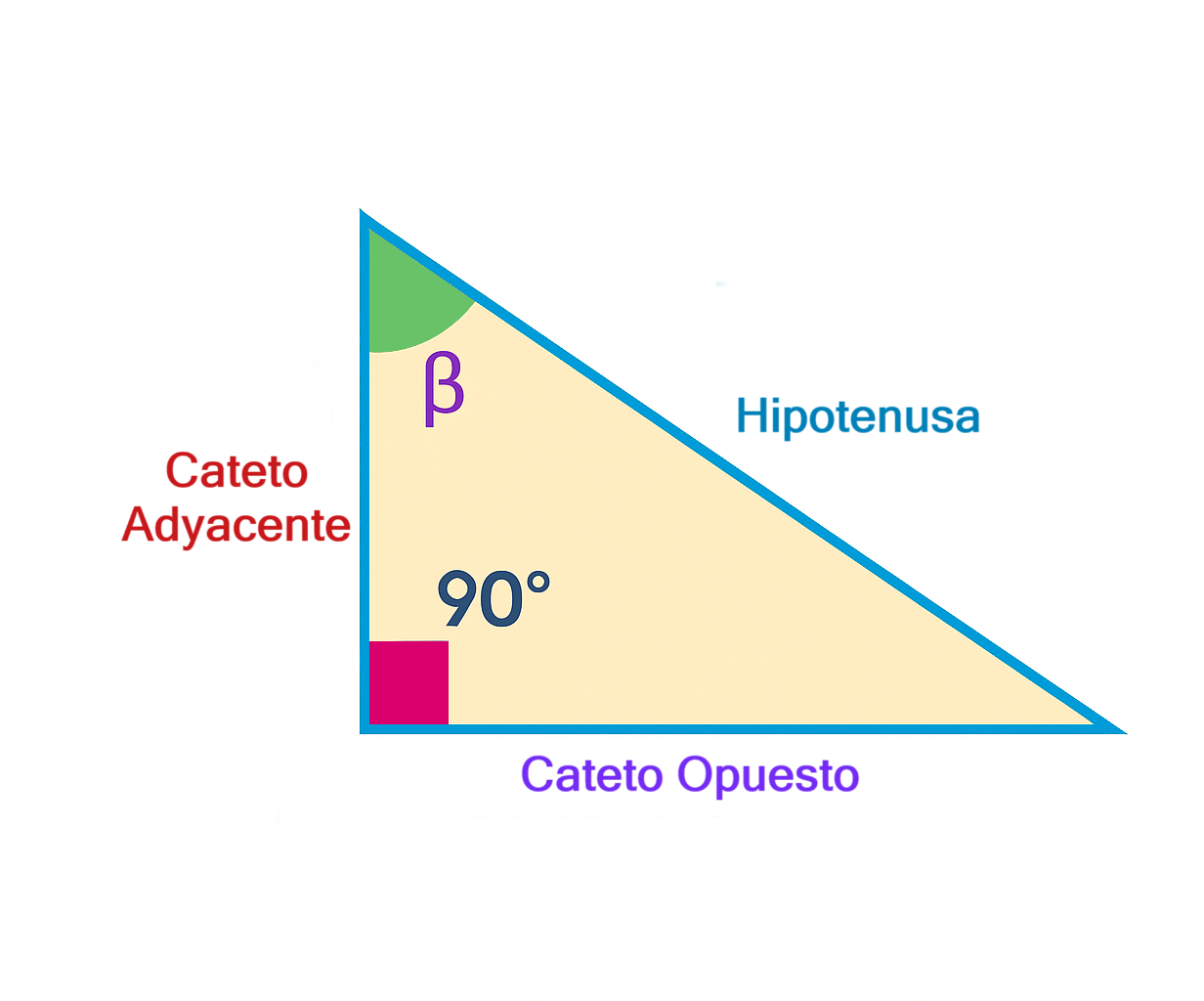
Triángulo rectángulo B, con catetos e hipotenusa tomando como referencia el ángulo B.

Si el ángulo de referencia no fuese el ángulo α sino que fuese el ángulo β (el superior) los catetos adyacente y opuesto se invertirían.

## Propiedades de los catetos

### Teorema de Pitágoras
El cuadrado de la longitud de la hipotenusa es igual a la suma del cuadrado de las longitudes de los catetos.
{\displaystyle c^{2}=a^{2}+b^{2}}
En la figura, los lados a y b son los catetos y c la hipotenusa. Veámoslo con un ejemplo: 
Imaginemos que el lado a mide 5 cm y el lado b mide 4 cm y se quiere calcular la hipotenusa (el lado c). Entonces se haría:
52 + 42 = 25 + 16 = 41
El valor de la hipotenusa sería igual a la raíz cuadrada de 41.

### Proyecciones ortogonales
El cuadrado de la longitud de un cateto es igual al producto de su proyección ortogonal sobre la hipotenusa por la longitud de ésta.
{\displaystyle {\begin{aligned}a^{2}=&\,c\cdot n\\b^{2}=&\,c\cdot m\end{aligned}}}
Es decir, la longitud de un cateto a es media proporcional entre las longitudes de su proyección n y la de la hipotenusa c.
{\displaystyle {\begin{aligned}{\frac {c}{a}}=&{\frac {a}{n}}\\{\frac {c}{b}}=&{\frac {b}{m}}\end{aligned}}}
En la figura, la hipotenusa es el lado c y los catetos son los lados a y b. La proyección ortogonal de a' es n, y la de b es m.

## Razones trigonométricas
Mediante razones trigonométricas se puede obtener el valor de los ángulos agudos del triángulo rectángulo. Respecto de un ángulo, un cateto se denomina adyacente o contiguo, si conforma el ángulo junto con la hipotenusa, y opuesto si no forma parte del ángulo dado.
Conocida la longitud de los catetos {\displaystyle b\,} y {\displaystyle a\,}, la razón entre ambos es: 
{\displaystyle {\frac {b}{a}}=\tan(\beta )\,}
por tanto, la función trigonométrica inversa es la siguiente:

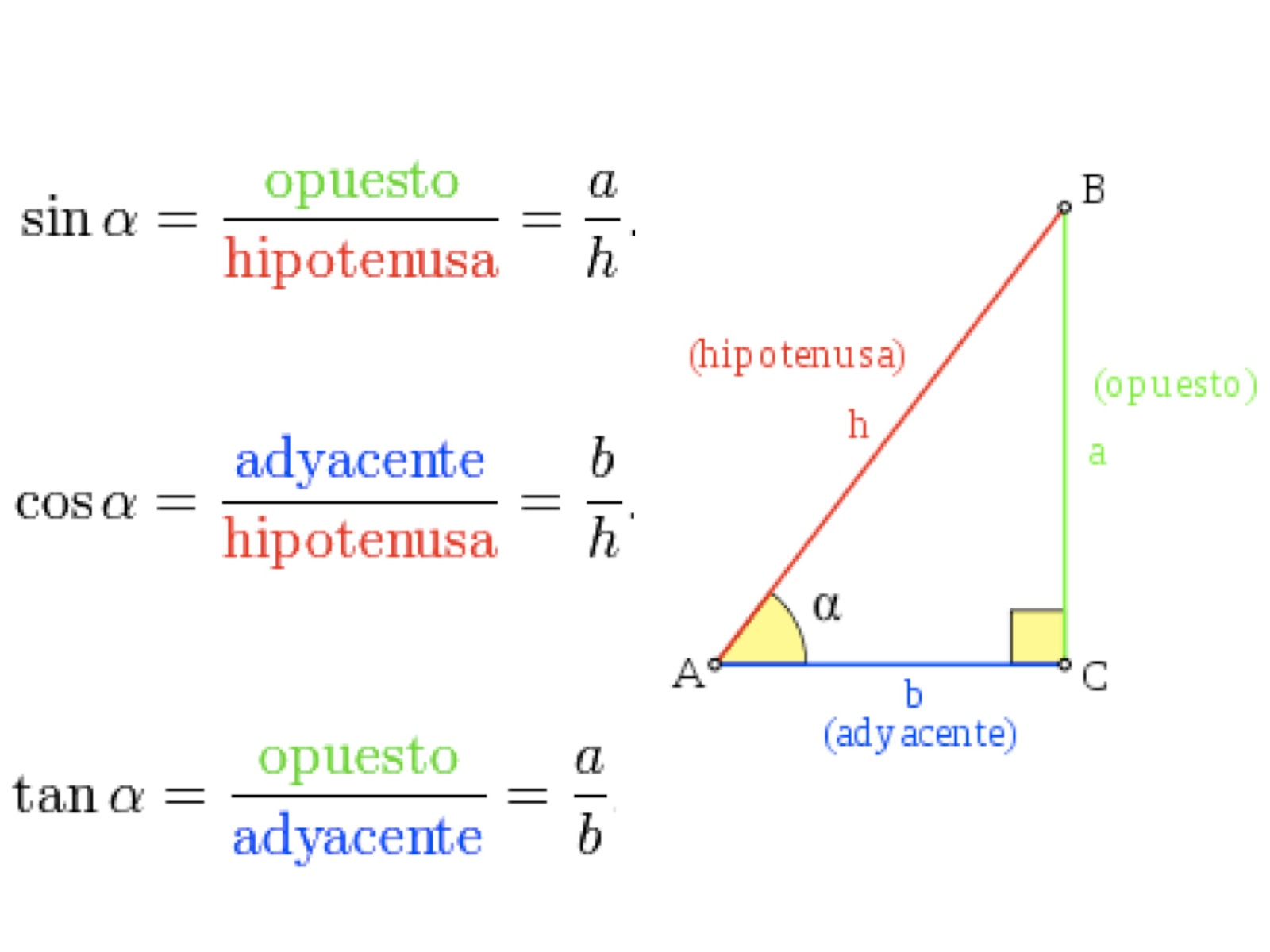
Triángulo rectángulo mostrando formulas para el cálculo de razones trigonométricas.

{\displaystyle \beta \ =\arctan \left({\frac {b}{a}}\right)\,}
siendo {\displaystyle \beta \,} el valor del ángulo opuesto al cateto {\displaystyle b\,}.
El ángulo opuesto al cateto {\displaystyle a\,}, denominado {\displaystyle \alpha \,}, tendrá el valor: 
{\displaystyle \alpha =90^{\circ }-\beta \,}